# Head Shoulders Knees & Toes
Pour chanson enfantine, voir Tête, Épaules, Genoux et Pieds.
Singles par Ofenbach
We Can Hide Out
(2019)
Singles par Quarterhead
Candyshop
(2019)
Singles par Norma Jean Martine
In My Arms
(2019) Basketball
(2020)
Head Shoulders Knees & Toes est une chanson des duos de disc jockeys français Ofenbach et de disc jockeys allemands Quarterhead avec la voix de la chanteuse américaine Norma Jean Martine. Elle est sortie en single le 8 mai 2020 sous les labels Ofenbach Music, Elektra et Spinnin' Records.

## Paroles et composition
La chanson a été décrite comme « un hymne sans vergogne » tandis que « les voix soul brutes et brûlées de Martine ouvrent la piste avant qu'un coup de pied optimiste ne retentisse ». Concernant les paroles, la chanson traite du « sentiment d'être amoureux de la tête aux pieds » et reprend la chanson pour enfants du même nom.

## Clip vidéo
Le clip vidéo de la chanson, réalisé par Antoine Casanova, est sorti le 7 août 2020. Le clip comporte un filtre VHS.

## Crédits
Crédits provenant de Tidal.
- César Laurent de Rummel (Ofenbach) – écriture, composition, disc-jockey, programmation, production
- Dorian Lauduique (Ofenbach) – écriture, composition, disc-jockey, programmation, production
- Janik Riegert (Quarterhead) – écriture, composition, production
- Josh Tapen (Quarterhead) – écriture, composition, production
- Tim Deal – écriture, composition
- Norma Jean Martine (en) – artiste invitée, écriture, composition, voix

## Liste des pistes
| 1. | Head Shoulders Knees & Toes                | 2:36 |
| 2. | Head Shoulders Knees & Toes (Extended Mix) | 4:13 |

| 1. | Head Shoulders Knees & Toes (Alle Farben Remix) | 2:40 |

## Classements et certifications
| Classement (2020)                       | Meilleure position |
| --------------------------------------- | ------------------ |
| Allemagne (GfK Entertainment)           | 6                  |
| Allemagne (GfK Top 20 Dance)            | 2                  |
| Autriche (Ö3 Austria Top 40)            | 3                  |
| Belgique (Flandre Ultratop 50 Singles)  | 23                 |
| Belgique (Flandre Ultratop 50 Dance)    | 9                  |
| Belgique (Wallonie Ultratop 50 Singles) | 43                 |
| Belgique (Wallonie Ultratop 50 Dance)   | 6                  |
| CEI (Tophit)                            | 15                 |
| Croatie (HRT)                           | 15                 |
| États-Unis (Hot Dance/Electronic Songs) | 21                 |
| France (SNEP)                           | 20                 |
| France (SNEP Radio)                     | 2                  |
| France (SNEP Ventes)                    | 7                  |
| Global 200 (Billboard)                  | 197                |
| Hongrie (Rádiós Top 40)                 | 26                 |
| Hongrie (Dance Top 40)                  | 32                 |
| Hongrie (Single Top 40)                 | 11                 |
| Hongrie (Stream Top 40)                 | 27                 |
| Italie (Dance & Electronic)             | 5                  |
| Lituanie (AGATA)                        | 42                 |
| Norvège (VG-lista)                      | 16                 |
| Pays-Bas (Nederlandse Top 40)           | 4                  |
| Pays-Bas (Single Top 100)               | 10                 |
| Pologne (ZPAV)                          | 1                  |
| Roumanie (Airplay 100)                  | 1                  |
| Russie (Tophit Radio Top 100)           | 29                 |
| Slovaquie (IFPI Rádio)                  | 6                  |
| Slovaquie (IFPI Singles Digitál)        | 26                 |
| Slovénie (SloTop50)                     | 25                 |
| Suède (Sverigetopplistan)               | 32                 |
| Suisse (Schweizer Hitparade)            | 6                  |
| Tchéquie (IFPI Rádio)                   | 2                  |
| Tchéquie (IFPI Singles Digitál)         | 26                 |

| Classement (2020)             | Position |
| ----------------------------- | -------- |
| Allemagne (GfK Entertainment) | 45       |
| Pays-Bas (Nederlandse Top 40) | 77       |

### Certifications
| Pays                                                                       | Certification | Ventes certifiées |
| -------------------------------------------------------------------------- | ------------- | ----------------- |
| Allemagne (BVMI)                                                           | Or            | 200 000‡          |
| Autriche (IFPI Autriche)                                                   | Platine       | 30 000‡           |
| France (SNEP)                                                              | Platine       | 200 000‡          |
| Pologne (ZPAV)                                                             | Or            | 10 000‡           |
| xNon précisé par la certification ‡ventes/streaming selon la certification |               |                   |

## Historique de sortie
| Région | Date              | Format                       | Version           | Label(s)                              | Réf.  |
| ------ | ----------------- | ---------------------------- | ----------------- | ------------------------------------- | ----- |
| Divers | 8 mai 2020        | - Téléchargement - streaming | Originale         | - Ofenbach Music - Elektra - Spinnin' | [ 1 ] |
| Divers | 11 septembre 2020 | - Téléchargement - streaming | Alle Farben Remix | - Ofenbach Music - Elektra - Spinnin' | [ 1 ] |